# Gabriel-Julien Ouvrard
Pour les articles homonymes, voir Ouvrard.
Gabriel-Julien Ouvrard, né aux Moulins d’Antières à Cugand (Vendée) le 6 novembre 1770 et mort à Londres en octobre 1846, est un financier français.

## Biographie

### Fortune lors de la Révolution
Fils d'Olivier Ouvrard, maître papetier, marchand-fabricant de papier, et de  Françoise Chardonneau, Gabriel-Julien Ouvrard reçoit une instruction élémentaire et entre comme employé dans une maison de commerce de Nantes en 1787. Il ne tarde pas à se lancer dans d’audacieuses spéculations et, dès la fin de l’Ancien Régime, il est associé aux armateurs bordelais Baour et Balguerie.
Sa vocation de spéculateur lui est révélée dès ses 19 ans quand il lui vient l'idée d'acheter pour deux ans toute la production papetière de la région nantaise : anticipant avec justesse, il imagine que le bouillonnement révolutionnaire va être propice à l'imprimerie. Ce premier investissement lui aurait rapporté la coquette somme de 300 000 livres.
Sous le Directoire, il s’enrichit considérablement dans le commerce colonial et les fournitures militaires. Il contrôle alors trois maisons de commerce à Brest, Nantes et Orléans, la banque Gamba, Gay et Compagnie à Anvers et détient des participations importantes dans trois sociétés parisiennes (Girardot et Cie, Rougemont et Cie, Charlemagne et Cie). Il est également l’associé de fournisseurs importants : Vanlerberghe pour le blé, les frères Michel pour les fournitures militaires, Carvillon des Tillières et Roy pour l’acier et le bois.
En septembre 1798, il obtient pour six ans la fourniture générale des vivres de la Marine, représentant un contrat de 64 millions de francs-or, passé au nom de son beau-frère Blanchard. Il est alors propriétaire des châteaux de Villandry, Azay-le-Ferron (avec Preuilly), la Jonchère à Bougival (Marly), Luciennes, Saint-Brice et Clos-Vougeot. Quelques mois plus tard, il reprend le contrat de la flotte espagnole stationnée à Brest puis les fournitures de l’armée d'Italie en 1799. Il loue alors le château du Raincy près de Paris, qu’il devait acheter en 1806.
Il est arrêté en janvier 1800 sur ordre du Premier Consul Bonaparte, mais l’examen de ses comptes et de ses contrats, préparés par son directeur juridique Cambacérès, ne laisse apparaître aucune irrégularité. Ouvrard, libéré, participe aux approvisionnements de l’armée de Marengo et de l’armée d'Angleterre stationnée à Boulogne-sur-Mer.

### Financier de l’épopée napoléonienne
Ouvrard est l’un des fondateurs des Négociants réunis avec entre autres le banquier Médard Desprez et Vanlerberghe. En échange d’une avance de trésorerie, cette société reçoit des obligations valables notamment sur les subsides mensuels que l’Espagne doit verser à la France en exécution du traité du 22 juin 1803. Les Négociants réunis ont également obtenu de l’Espagne le monopole du commerce avec l’Amérique espagnole et comptent obtenir des liquidités en organisant le retour en Europe de piastres espagnoles retenues à Cuba. Mais la reprise de la guerre entre la France et l’Angleterre ralentit le mouvement des bateaux.

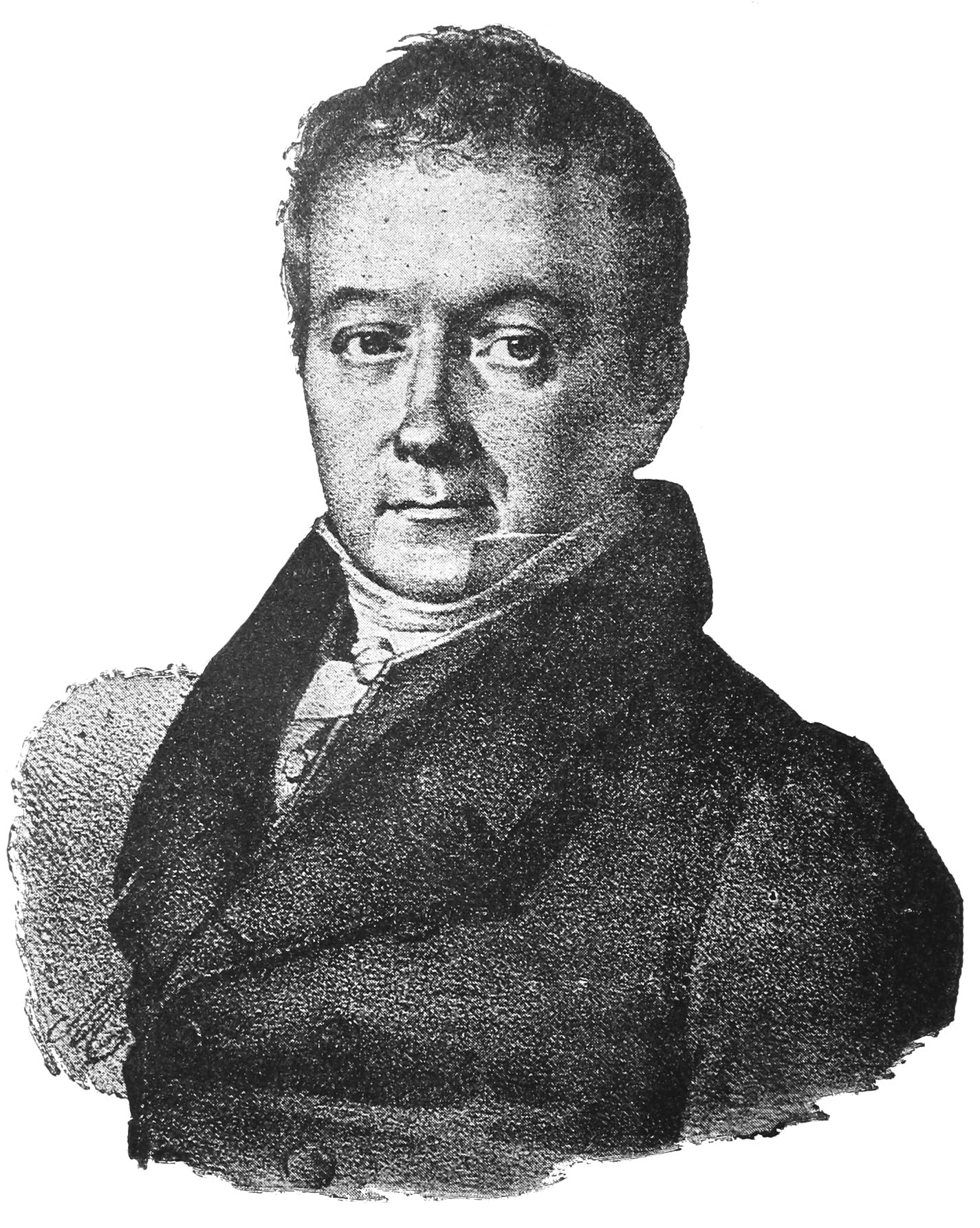
Portrait de Gabriel-Julien Ouvrard.

Afin de produire des liquidités, Ouvrard imagine alors de faire escompter par la Banque de France des traites de complaisance que les membres des Négociants réunis ont contractées les uns avec les autres. Il en résulte un gonflement des encours que la Banque de France finance en faisant marcher "la planche à billets", provoquant une crise de confiance dans les billets de banque, bientôt jugulée par la victoire d’Austerlitz. Dès le lendemain de son retour à Paris, le 27 janvier 1806, Napoléon révoque le ministre du Trésor, François Barbé-Marbois, jugé coupable d’avoir fait à Ouvrard une confiance excessive, et le Trésor public réclame au financier la somme de 141 millions de francs-or.
Ouvrard traverse alors une période de difficultés financières et ne peut régler le prix d’acquisition du château du Raincy ; en 1809, il est emprisonné à Sainte-Pélagie pour dette impayée et libéré trois mois plus tard.
Jugeant que seule la paix maritime peut ramener la croissance économique, il tente de négocier, avec l’appui de Louis Bonaparte et de Joseph Fouché, une paix secrète avec l’Angleterre, ce qui lui vaut trois années de prison. On peut lui imputer en partie la défaite des armées de Napoléon : ayant été chargé de la fournir en chaussures, par souci d’économie il livre à l’armée des chaussures en faux cuir, à semelles de carton, en les faisant passer pour des chaussures en cuir. Cette escroquerie méconnue produira son effet lors du fameux hiver russe.

### La gloire et la ruine
Fin juin 1815, au début de la Restauration, il acquiert sous couvert de l’identité de son beau-frère (G. J. Tébaud) le pavillon de la Jonchère situé à Bougival, connu plus tard, sous le nom de « château de la Jonchère »; il y fait faire de nombreux aménagements tant sur le bâtiment initial que dans son parc. En 1816, il se porte acquéreur du château de la Chaussée, non loin de son pavillon de la Jonchère.
Ouvrard va jouer un grand rôle dans le redressement économique de la France après la chute de l’Empire. Le traité signé à Vienne en 1815 obligea en effet la France à payer 700 millions de francs d'indemnité de guerre aux puissances étrangères, soit 150 millions par an, auxquels il faut ajouter l’entretien des 150 000 soldats des armées alliées qui doivent occuper la France pendant cinq ans.

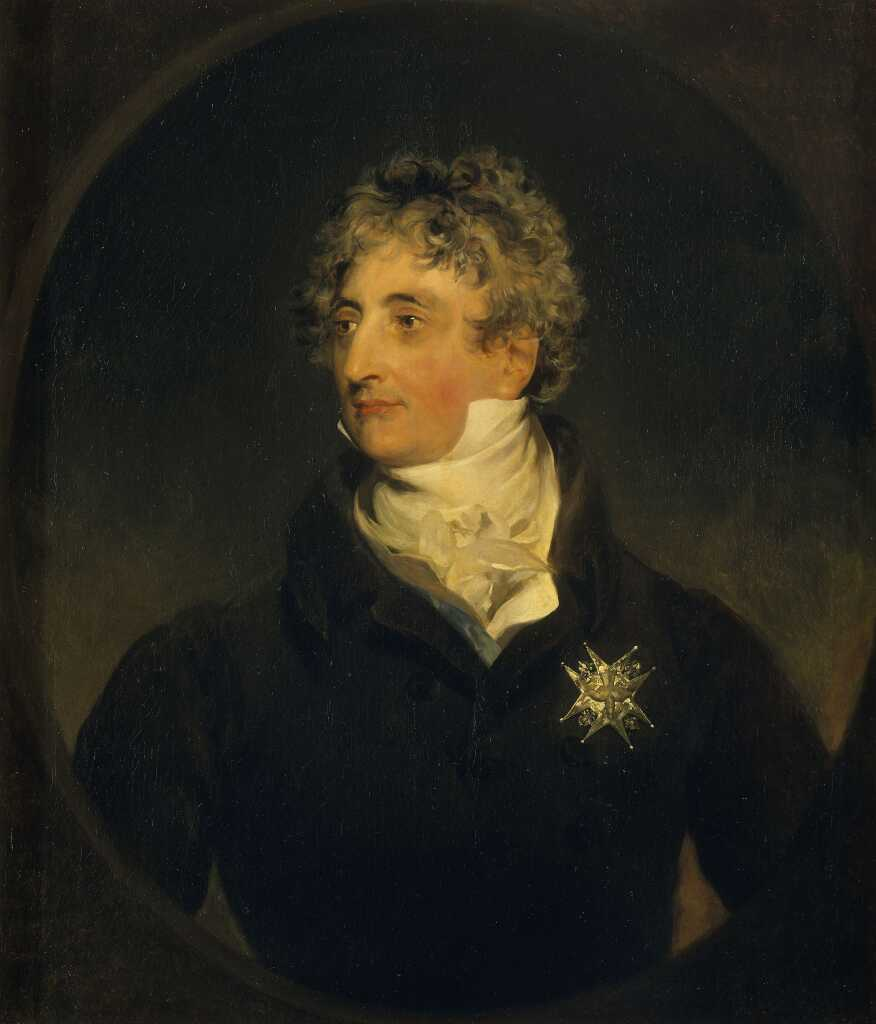
Le duc de Richelieu.

En 1816, les récoltes s’effondrent, les caisses du royaume sont vides, les paiements sont suspendus. Le duc de Richelieu, Premier ministre de Louis XVIII se retrouve en face de la Chambre introuvable, dont les querelles et les divisions lui rendent la tâche impossible. C’est alors que sur les conseils d’Ouvrard, et en dépit du scepticisme et du pessimisme général, Richelieu crée 100 millions de rente qui remplissent les caisses de l’État. Les traites sont payées et la menace qui planait sur la France est levée. Grâce à ce paiement, le Premier ministre peut anticiper le départ des troupes étrangères prévu en 1820. Le territoire français est ainsi libéré dès 1818, après le congrès d'Aix-la-Chapelle. Le duc de Richelieu rend à Ouvrard ses biens et annule sa dette envers le Trésor.
Preuve du prestige dont il jouit à l’époque, le roi en personne, ainsi que les futurs souverains Charles X et Louis-Philippe assistent en 1822 au mariage de sa fille Elisabeth avec le général de Rochechouart. L’année suivante, le munitionnaire finance l’expédition d’Espagne, ce dont il ne fut pas remboursé en dépit des accords signés avec le duc d’Angoulême qui commandait l’expédition. Après le scandale des marchés d'Espagne, il est placé en faillite, perd alors toute sa fortune, et est même emprisonné à la Conciergerie pour corruption.
Cependant, il conserve un rôle dans le domaine financier, où il excelle. "Baissier" sur la Bourse de Paris, dont il pronostique un recul en 1830, au cours de la période des Trois Glorieuses, il conseille et renseigne secrètement Talleyand. Gabriel-Julien Ouvrard se lance lui-même dans la bataille financière, à la Bourse de Londres, en spéculant à la baisse sur les emprunts d'État français, tandis que la famille Rothschild spécule au contraire à la hausse. Gabriel-Julien Ouvrard reçoit ses informations de Charles-Louis Havas à Paris et gagne son pari : le cours de la rente française chute, tombant de 80 à 48, et mettra dix ans à remonter à 74.
Disculpé, entre autres grâce à l’intervention du duc d’Angoulême, il ne récupéra jamais sa fortune.
À partir du début de 1832, sa présence est signalée à La Haye, auprès du roi Guillaume 1er des Pays-Bas, dont il est chargé par la duchesse de Berry de négocier le soutien, avec le Comité de La Haye.
Il meurt à Londres en 1846. Il est inhumé au cimetière du Père-Lachaise (20e division), dans la chapelle de la famille de son gendre, la famille de Rochechouart.
Il épouse Elisabeth Thébaud, fille du négociant Jean-Baptiste Dominique Thébaud, officier de la milice bourgeoise de Nantes, et d'Elisabeth Catherine Feydeau. Son épouse est la belle-sœur de Jean-Marie Benoiston de La Serpaudais. Il est le père de Jules Ouvrard et le beau-père du général-comte de Rochechouart. Il eut également plusieurs enfants de sa relation avec Thérésa Cabarrus, dont le médecin Édouard de Cabarrus.
Réapparition de deux éléments de son argenterie
Une verseuse et un pot à lait en argent « à décor gravé à l'Antique de cygnes, coquilles et palmettes » dans le coffret de Biennais originel, ayant appartenu à Ouvrard et offert par lui à sa belle-sœur Mme Thébaud, ont figuré dans une vente aux enchères à Morlaix le 1er août 2022.

## Œuvres
- Mémoires de G.-J. Ouvrard sur sa vie et ses diverses opérations financières, Paris, Moutardier, 1826-1827, 3 volumes, première partie, deuxième partie, troisième partie.

## Sources et références
- Mémoire pour G.-J. Ouvrard, par M. Maugin, avocat, sur les affaires d'Espagne, sans date, 164pp.
- Mémoire pour Monsieur le Maréchal Duc de Bellune, sur les marchés Ouvrard, sans date, 177pp.
- Domenico Gabrielli, Dictionnaire historique du cimetière du Père-Lachaise XVIIIe et XIXe siècles, Paris, éd. de l'Amateur, 2002, 334 p. (ISBN 978-2-85917-346-3, OCLC 49647223, BNF 38808177)